# 基拔·梅利爾
基拔·梅利爾(Gilbert Meriel，1986年11月11日—)，大溪地足球員，司任門將。他於2012年入選大溪地國家足球隊，並隨隊參與2013年洲際國家盃，在對烏拉圭的比賽，他擋出了對手的一球十二碼。